# サティシュ・クマール

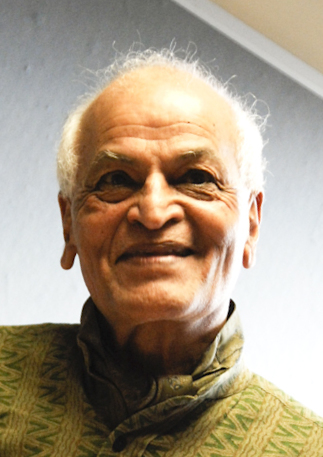
Satish Kumar (2009).

サティシュ・クマール（ヒンディー語：सतीश कुमार, 英語：Satish Kumar, 1936年 - ）は、イギリスの思想家。インド西部ラージャスターン州の町シュリー・ドゥンガルガルで生まれ、9歳で出家しジャイナ教の修行僧となる。18歳のとき還俗。マハトマ・ガンディーの非暴力と自立の思想に共鳴し、2年半かけて、核大国の首脳に核兵器の放棄を説く1万4000キロの平和巡礼を行う。1973年から英国に定住。E.F.シューマッハー（イギリスの経済学者、『スモール・イズ・ビューティフル』の著者）とガンジーの思想を引き継ぎ、イギリス南西部にスモール・スクールとシューマッハー・カレッジを創設。エコロジー＆スピリチュアル雑誌「リサージェンス（再生）」編集長。

## シューマッハー・カレッジ
真に持続可能で豊かな社会を創り出していくための国際的な教育機関。1991年設立。最大50人程度の小規模コミュニティで、生徒から講師、スタッフまでが、ともに掃除や料理といった生活の基盤となる活動に参加する。机上で得た知識や理論を超えて、共同生活をしながら実際の行動や経験から学ぶことを重要視している。1年間のマスターコース（ホリスティック・サイエンス修士課程）の他、年間10-20のショートコース（1週間から3週間）を運営している。開発・発展、食、経済、組織運営、精神的成長、持続可能性、平和、平等などについて統合的に学ぶ。カレッジ専従講師の他、さまざまな分野の世界的な第一人者が数日から2週間の講義を行っている。（講師例：フリチョフ・カプラ、ヘレナ・ノーバーグ・ホッジ、バンダナ・シバ・・・）。2006年までに、延べ88ヶ国約3,000人（18歳から80歳）が学んだ。

## スモール・スクール（小さな学校）
知的、実践的、霊的なバランスを取りながら全人的発達を促すことを目的とした、地域の小さな学校（中学・高校）。地域コミュニティの9世帯の保護者とともに 1982年に設立された。在学者数は約40人。対象は11歳から16歳。8人の生徒に1人の常勤教師がつく。ここを元祖としてイギリスでは「人間的なサイズ」のスモール・スクール（小さな学校）が運動として広がっており、オルタナティブ教育の一翼を担っている。

## 著作
- "You Are, Therefore, I Am: A Declaration of Dependence"  ISBN 978-1903998182
  - (邦訳 尾関 修,尾関 沢人 訳)『君あり、故に我あり―依存の宣言』 講談社 (2005/04) ISBN 978-4061597068
- "No Destination: An Autobiography"  ISBN 978-1870098892
- "The Buddha and the Terrorist "  ISBN 978-1565125209
- "Only Connect: Soil, Soul, Society " ISBN 978-1870098908
- "Spiritual Compass: The Three Qualities of Life"  ISBN 978-1903998892
- "Images of Earth & Spirit A Resurgence Art Anthology (editor) " ISBN 978-1903998298
- 『土(Soil)と心(Soul)と社会(Society)』（サティシュ・クマール東京講演2007　懐かしい未来編集ブックレット）http://afutures.shop-pro.jp/?pid=38628950 で購入可能
- 『つながりを取りもどすために　「土」と「心」が創る「持続可能な社会」』（サティシュ・クマール講演会2009　懐かしい未来編集ブックレット）http://afutures.shop-pro.jp/?pid=38628994 で購入可能

## 関連サイト
- 怒りや不安を抱える大切な人に、どう向き合えばいい？ サティシュ・クマールに聞いてみた！
- シャロム・リトリート ４月2９日（日）－５月１日（火） 2 泊3 日＠安曇野・舎爐夢（シャロム）ヒュッテ

・サティシュクマールとシューマッハカレッジ講師陣から学ぶダーティントンツアー
https://peatix.com/event/4349544